# بالکانتسی (استان دوبریچ)
بالکانتسی (به بلغاری: Balkantsi) یک منطقهٔ مسکونی در بلغارستان است که در شهرستان جنرال توشوو واقع شده‌است.